# Resampling
Resampling je ve statistice metoda výpočtu odhadů založená na náhodném výběru z již existujícího výběru (vzorku dat) zpravidla s využitím opakovaných výběrů s vracením či na jiné podobné randomizaci dat. Často jde o numericky náročné metody založené na metodě Monte Carlo. Konkrétně to může být například jedna z následujících metod:
1. Odhad přesnosti vzorkovací (výběrové) statistiky (mediánu, rozptylu, percentilu) pomocí podmnožin dostupných dat (jackknifing) nebo náhodným výběrem s opakováním ze souboru datových bodů (bootstrapping)
2. Výměna označení tříd na datových bodech při provádění testů významnosti (permutační testy, také nazývané přesný test, randomizační testy, nebo re-randomizační testy)
3. Ověření modelů pomocí náhodných podmnožin (bootstrapping, křížová validace)

Obecné techniky resamplingu zahrnují bootstrapping, jackknifing a permutační testy.